# والوستینو
والوستینو (به ایتالیایی: Valvestino) یک کومونه در ایتالیا است که در استان برشا واقع شده‌است.

## خصوصیات
والوستینو ۳۱ کیلومترمربع مساحت و ۲۱۳ نفر جمعیت دارد.